# DPGホールディングス
株式会社DPGホールディングス（ディーピージーホールディングス、英: DPG HOLDINGS,INC）は、かつて東京都渋谷区に存在した純粋持株会社。

## 概要
1998年（平成10年）6月18日に、データベースの付加価値販売業務を目的に株式会社データプレイスを設立。2008年（平成20年）4月に持株会社制に移行し現商号となる。。
2009年（平成21年）12月に中華料理の宅配事業「チャイナクイック」を行う株式会社SPARKSを子会社化したが、この買収を巡るトラブルが原因となり2011年6月14日をもって上場が完全廃止され、2012年9月19日に破産開始決定を受ける。

## 沿革
- 1998年（平成10年）6月18日 - 株式会社データプレイスとして設立。
- 2004年（平成16年）
  - 2月 - 株式会社マイトベーシックサービスおよび株式会社アイトラストを子会社化。
  - 12月 - 子会社の株式会社アイ・トラストを吸収合併。
- 2005年（平成17年）
  - 11月17日 - 名証セントレックスに株式を上場。
  - 12月 - 株式会社エムタックを子会社化。
- 2006年（平成18年）
  - 6月 - 子会社として株式会社販路開発を設立。
  - 8月 - クロス・エー株式会社（現・パレットメディア）を子会社化。子会社としてグリーンネットワーク株式会社を設立。
  - 10月 - 株式会社セールス・サポート・サービシーズを子会社化。株式会社エアフォルクを子会社化。
  - 12月 - 子会社として株式会社日本ヘンプを設立。
- 2007年（平成19年）
  - 1月 - 子会社として上海琥鋭信息技術有限公司（上海クロス・エー）を設立。
  - 6月 - 株式会社販路開発の株式を譲渡。子会社のグリーンネットワーク株式会社を持分法適用会社に変更。
  - 12月 - 株式会社日本ヘンプおよび上海琥鋭信息技術有限公司（上海クロス・エー）を譲渡。
- 2008年（平成20年）
  - 3月 - 株式会社フォト・ウェーブおよびミッション・ステートメント株式会社を子会社化。
  - 4月 - 持株会社制に移行し、株式会社DPGホールディングスに商号を変更。全事業を新設子会社の株式会社データプレイスに継承。
  - 8月 - 株式会社インターネットペイメントサービスを子会社化。
  - 11月 -  株式会社フォト・ウェーブ、ミッション・ステートメント株式会社、株式会社インターネットペイメントサービスの全株式を譲渡。
- 2009年（平成21年）
  - 2月 - 株式会社データプレイスの全株式を譲渡。
  - 5月 - 株式会社prime constructを子会社化。
  - 11月 - 株式会社エアフォルクの全株式を譲渡。
  - 12月 - 中華料理の宅配事業「チャイナクイック」を行う株式会社SPARKSを子会社化。
- 2011年（平成23年）6月14日 - 上場廃止。
- 2012年（平成24年）
  - 9月13日 - 東京地方裁判所に破産を申請。
  - 9月19日 - 東京地方裁判所から破産手続開始決定を受ける。